# Sahiwal (Division)

Division Sahiwal

Die Division Sahiwal ist eine Division in der Provinz Punjab in Pakistan. Der Verwaltungssitz befindet sich in der Stadt Sahiwal. Bei der Volkszählung von 2017 hatte sie eine Einwohnerzahl von 7.380.386 auf einer Fläche von 10.302 km².

## Distrikte
Die Division Sahiwal gliedert sich in drei Distrikte:
| Distrikt  | Hauptstadt | Größe (km²) | Bevölkerung (2017) | Dichte (Einw./km²) |
| --------- | ---------- | ----------- | ------------------ | ------------------ |
| Okara     | Okara      | 4.377       | 3.039.139          | 694                |
| Pakpattan | Pakpattan  | 2.724       | 1.823.687          | 669                |
| Sahiwal   | Sahiwal    | 3.201       | 2.517.560          | 786                |